# Dragon Records
Dragon Records är ett svenskt skivbolag och skivmärke grundat 1975 av jazzjournalisten Lars Westin (1948-2023) och pianisten Jan Wallgren (1935–1996). Det koncentrerar sig på svensk jazz. Bolaget ägs och drivs av Lars Westin.
Dragon har gett ut åtskilliga hundratals album av svenska jazzmusiker, såväl historiska som nyutgivna inspelningar och akustiska dokumentärer om besök av amerikanska musiker, bland andra Charlie Parker, Stan Getz, Art Blakey, Thelonious Monk och Lee Konitz. Bolaget har utgivit en serie CD-skivor med Lars Gullin av hans inspelningar från 1950-talet (för närvarande, 2018, har elva  album getts ut). Det gav också ut en CD-box från besöket av Miles Davis med John Coltrane och Sonny Stitt 1960 och 1961.
Dragon Records skall inte sammanblandas med Dragon Music Group som gav ut Sisqós album från mitten av 1999 till 2002.
Konserten med Miles Davis and John Coltrane som omtalas i filmen Jerry Maguire, är utgiven av Dragon Records. Denna inspelning har felaktigt kallats en "bootleg" i biografin om Coltrane Ascension: John Coltrane and His Quest, av Eric Nisenson.